# Páros műkorcsolya a 2020. évi téli ifjúsági olimpiai játékokon
A 2020. évi téli ifjúsági olimpiai játékokon a műkorcsolya páros versenyszámának rövid programját január 10-én, a kűrjét (szabadprogram) pedig január 12-én rendezték a Lausanne-i Skating Arenában.
Az aranyérmet az orosz Apollinarija Panfilova–Dmitrij Rilov kettős nyerte. A versenyszámban magyar páros nem vett részt.

## Versenynaptár
Az időpont(ok) helyi idő szerint olvashatóak (UTC +01:00):
| Dátum                      | Időpont     | Forduló       |
| -------------------------- | ----------- | ------------- |
| 2020. január 10., péntek   | 13:30-14:37 | Rövid program |
| 2020. január 12., vasárnap | 11:30-12:45 | Szabadprogram |

## Eredmények

### Rövid program
| Hely. | Versenyző                                               | Nemzet                 | LV    | Az öt általános komponens pontszáma | Az öt általános komponens pontszáma | Az öt általános komponens pontszáma | Az öt általános komponens pontszáma | Az öt általános komponens pontszáma | PP    | TP    | ÖP.   | R |
| Hely. | Versenyző                                               | Nemzet                 | LV    | KK.                                 | ÁM.                                 | EM.                                 | KG.                                 | KF.                                 | PP    | TP    | ÖP.   | R |
| ----- | ------------------------------------------------------- | ---------------------- | ----- | ----------------------------------- | ----------------------------------- | ----------------------------------- | ----------------------------------- | ----------------------------------- | ----- | ----- | ----- | - |
| 1.    | Apollinarija Panfilova Dmitrij Rilov                    | Oroszország (RUS)      | 0,00  | 7,57                                | 7,21                                | 7,57                                | 7,46                                | 7,36                                | 29,75 | 41,99 | 71,74 | 5 |
| 2.    | Diana Muhametzjanova Ilja Mironov                       | Oroszország (RUS)      | -1,00 | 7,07                                | 6,82                                | 6,96                                | 7,11                                | 7,11                                | 28,07 | 33,38 | 60,45 | 8 |
| 3.    | Alina Butaeva Luka Berulava                             | Grúzia (GEO)           | 0,00  | 6,25                                | 5,79                                | 6,25                                | 6,25                                | 6,14                                | 24,54 | 34,60 | 59,14 | 4 |
| 4.    | Cate Fleming Jedidah Isbell                             | Egyesült Államok (USA) | 0,00  | 5,46                                | 5,21                                | 5,57                                | 5,54                                | 5,46                                | 21,80 | 28,07 | 49,87 | 2 |
| 5.    | Brooke McIntosh Brandon Toste                           | Kanada (CAN)           | -1,00 | 5,50                                | 5,32                                | 5,29                                | 5,50                                | 5,39                                | 21,60 | 28,78 | 49,38 | 7 |
| 6.    | Vang Jü-csen (Wang Yuchen) Huang Ji-hang (Huang Yihang) | Kína (CHN)             | -1,00 | 5,79                                | 5,29                                | 5,43                                | 5,57                                | 5,43                                | 22,00 | 25,96 | 46,96 | 3 |
| 7.    | Szofija Neszterova Artem Darenszkij                     | Ukrajna (UKR)          | 0,00  | 5,36                                | 5,18                                | 5,14                                | 5,32                                | 5,32                                | 21,06 | 24,76 | 45,82 | 6 |
| 8.    | Letizia Roscher Luis Schuster                           | Németország (GER)      | 0,00  | 5,00                                | 4,75                                | 4,89                                | 5,00                                | 4,82                                | 19,57 | 23,23 | 42,80 | 1 |

### Szabadprogram
| Hely. | Versenyző                                               | Nemzet                 | LV    | Az öt általános komponens pontszáma | Az öt általános komponens pontszáma | Az öt általános komponens pontszáma | Az öt általános komponens pontszáma | Az öt általános komponens pontszáma | PP    | TP    | ÖP.    | R |
| Hely. | Versenyző                                               | Nemzet                 | LV    | KK.                                 | ÁM.                                 | EM.                                 | KG.                                 | KF.                                 | PP    | TP    | ÖP.    | R |
| ----- | ------------------------------------------------------- | ---------------------- | ----- | ----------------------------------- | ----------------------------------- | ----------------------------------- | ----------------------------------- | ----------------------------------- | ----- | ----- | ------ | - |
| 1.    | Apollinarija Panfilova Dmitrij Rilov                    | Oroszország (RUS)      | 0,00  | 8,21                                | 7,93                                | 8,21                                | 8,18                                | 8,11                                | 65,04 | 62,43 | 127,47 | 8 |
| 2.    | Diana Muhametzjanova Ilja Mironov                       | Oroszország (RUS)      | -1,00 | 7,36                                | 7,04                                | 7,21                                | 7,32                                | 7,14                                | 57,71 | 58,26 | 114,97 | 7 |
| 3.    | Alina Butaeva Luka Berulava                             | Grúzia (GEO)           | -1,00 | 6,61                                | 6,25                                | 6,32                                | 6,57                                | 6,39                                | 51,42 | 47,73 | 98,15  | 5 |
| 4.    | Brooke McIntosh Brandon Toste                           | Kanada (CAN)           | 0,00  | 6,07                                | 5,89                                | 6,07                                | 6,07                                | 6,00                                | 48,15 | 48,62 | 96,77  | 3 |
| 5.    | Vang Jü-csen (Wang Yuchen) Huang Ji-hang (Huang Yihang) | Kína (CHN)             | -1,00 | 6,36                                | 5,96                                | 6,11                                | 6,29                                | 6,18                                | 49,45 | 46,20 | 94,65  | 4 |
| 6.    | Cate Fleming Jedidah Isbell                             | Egyesült Államok (USA) | -2,00 | 6,21                                | 6,04                                | 5,86                                | 6,36                                | 6,14                                | 48,98 | 41,12 | 88,10  | 6 |
| 7.    | Szofija Neszterova Artem Darenszkij                     | Ukrajna (UKR)          | 0,00  | 5,57                                | 5,14                                | 5,29                                | 5,36                                | 5,14                                | 42,39 | 40,26 | 82,65  | 1 |
| 8.    | Letizia Roscher Luis Schuster                           | Németország (GER)      | -1,00 | 5,32                                | 5,11                                | 5,21                                | 5,32                                | 5,14                                | 41,76 | 39,49 | 80,25  | 2 |

### Összesítés
| Hely. | Versenyző                                               | Nemzet                 | ÖP.    | Eredmények | Eredmények | Eredmények | Eredmények |
| Hely. | Versenyző                                               | Nemzet                 | ÖP.    | Hely.      | RP.        | Hely.      | SP.        |
| ----- | ------------------------------------------------------- | ---------------------- | ------ | ---------- | ---------- | ---------- | ---------- |
| 1.    | Apollinarija Panfilova Dmitrij Rilov                    | Oroszország (RUS)      | 199,21 | 1          | 71,74      | 1          | 127,47     |
| 2.    | Diana Muhametzjanova Ilja Mironov                       | Oroszország (RUS)      | 175,42 | 2          | 60,45      | 2          | 114,97     |
| 3.    | Alina Butaeva Luka Berulava                             | Grúzia (GEO)           | 157,29 | 3          | 59,14      | 3          | 98,15      |
| 4.    | Brooke McIntosh Brandon Toste                           | Kanada (CAN)           | 146,15 | 5          | 49,38      | 4          | 96,77      |
| 5.    | Vang Jü-csen (Wang Yuchen) Huang Ji-hang (Huang Yihang) | Kína (CHN)             | 141,61 | 6          | 46,96      | 5          | 94,65      |
| 6.    | Cate Fleming Jedidah Isbell                             | Egyesült Államok (USA) | 137,97 | 4          | 49,87      | 6          | 88,10      |
| 7.    | Szofija Neszterova Artem Darenszkij                     | Ukrajna (UKR)          | 128,47 | 7          | 45,82      | 7          | 82,65      |
| 8.    | Letizia Roscher Luis Schuster                           | Németország (GER)      | 123,05 | 8          | 42,80      | 8          | 80,25      |

____
Magyarázat:
• Hely. = helyezés • LV = levonás • KK = korcsolyázó képesség • ÁM = átmentések • EM = előadás(mód)/kivitelezés • KG = koreográfia • KF = kifejező képesség • PP = program pontszám • TP = technikai pontszám • ÖP = összes pontszám • R = rajtszám • RP. = rövid program • SP. = szabadprogram (kűr)